# Fueled by Ramen
Fueled by Ramen LLC je americké hudební vydavatelství vlastněné skupinou Warner Music Group a distribuované společností Atlantic Records. Vydavatelství založené v Gainesville na Floridě nyní sídlí v New Yorku.

## Historie
John Janick na střední škole přemýšlel o založení hudebního vydavatelství. Tento sen se mu však splnil až na University of Florida v Gainesville, kde se setkal s bubeníkem a textařem Vinnie Fiorellem. V té době si mohli dovolit pouze levné instatní nudle, protože většinu svých peněz investovali do tvorby nahrávek. Tím vznikl název společnosti Fueled By Ramen.
První velký úspěch přišel v roce 1998 se self-titled EP od Jimmy Eat World, který umožnil společnosti koupit jeho první kancelářské prostory v Tampě.
Ramen brzy spolupracoval s nezávislou distribuční odnoží společnosti Warner, ADA ; Warnerův Lyor Cohen uzavřel dohodu s Fueled By Ramen, kterou Jannick okomentoval: „Pracujeme jako indie hudební vydavatelství, které je velmi malé a svěží a dokáže udělat vlastní věci, ale k tomu má zdroje velké společnosti.“
V roce 2004 představil Pete Wentz ze skupiny Fall Out Boy vydavatelství Fueled By Ramen kolegům z chicagské pop rockové skupiny The Academy Is ..., kteří pod ní v následujícím roce vydali své debutové album Almost Here. Brzy poté Janick spojil síly s Wentzem, aby vytvořili společnost Decaydance Records spadající pod Fueled By Ramen, a vydali sérii alb od alternativního hip hopu Gym Class Heroes k indie-pop kombo The Hush Sound. V září 2005 vydali Decaydance a Fueled by Ramen album Fever You Can't Sweat Out, debutové a k tomu dvojnásobně platinové album skupiny z Las Vegas Panic! na Disco.
V roce 2006, Vinnie Fiorello opustil společnost s odvoláním na neshody
"Vlastně ten důvod, proč jsem založil vydavatelství a nyní z něj odcházím je úplně stejný, a tím je vášeň pro hudbu. Nesouhlasil jsem s podepsáním smlouvy s určitými kapelami, či směrem, kterým se Fueled By Ramen ubírá."
V roce 2007, společnost otevřela kancelář v centru Manhattanu a téhož roku album skupiny Paramore s názvem Riot! debutovalo v top 20 amerického Billboard 200, byl certifikován zlatem a o rok později získal dokonce platinový status. Druhé studiové album Panic! na Disco s názvem Pretty. Odd dosáhl podobného úspěchu, debutoval na druhém místě Billboard 200. Prodáno bylo v prvním týdnu přes 139 000 kopií, a tím získalo platinový status. V roce 2016, páté studiové album Panic! At The Disco s názvem Death of a Bachelor debutoval na prvním místě, prodáno v prvním týdnu 196 000 kopií v jeho prvním týdnu, čímž se toto album stalo nejrychleji prodávaným v historii společnosti.
V roce 2012 podepsalo smlouvu s Fueled By Ramen hudební duo Twenty One Pilots . V roce 2013 vydali své první album pod tímto hudebním vydavatelství, Vessel, které obsahovalo písně "Ode to Sleep", "Holding On to You", "House of Gold" či "Car Radio". V roce 2015 vydali své album Blurryface, které obsahovalo singly "Tear in My Heart", "Fairly Local", "Stressed Out", "Heavydirtysoul" a "Ride". Album se umístilo na prvním místě v žebříčku Billboard 200, a bylo certifikováno trojnásobnou platinou prodejem více než 1,5 milionu kopií ve Spojených státech amerických. "Stressed Out" je nejsledovanějším hudebním videem na YouTube kanále společnosti, v současnosti má více než 1 miliardu zhlédnutí.
V červnu 2018 Warner Music Group oznámila, že společnost Fueled by Ramen společně s dalšími společnostmi bude spadat pod novou společnost, Elektra Music Group . Stalo se tak 1. října 2018.

## Ocenění
Osm alb vydaných Fueled by Ramen bylo oceněno platinou za milion a více prodaných kopií: Some Nights od fun., Riot!, Brand New Eyes a Paramore od Paramore, A Fever You Can't Sweat Out a Death of a Bachelor od Panic! at the Disco, a Vessel společně s Blurryface od Twenty One Pilots.
Blurryface a Some Nights byly trojnásobně certifikovány platinou za prodej alespoň třech miliónů kopií, a Riot!, A Fever You Can't Sweat Out a Vessel byly za prodej dvou miliónů kopií platinové dvakrát.

## Umělci podepsaní pod Fueled by Ramen
Tento seznam byl sestaven na základě informací nalezených na webových stránkách Fueled by Ramen a diskografii společnosti.

### Aktivní umělci
- Against the Current
- All Time Low
- Basement
- Dashboard Confessional
- E^ST
- Flor
- The Front Bottoms
- Nate Ruess
- Nothing,Nowhere
- One Ok Rock
- Panic! at the Disco
- Paramore
- SWMRS
- Twenty One Pilots
- Young the Giant

### Neaktivní umělci
- The Academy Is...
- Animal Chin
- Ann Beretta
- Autopilot Off
- Cadillac Blindside
- Cobra Starship
- The Causey Way
- Days Away
- Discount
- The Friday Night Boys
- Frodus
- Gym Class Heroes
- The Hippos
- The Impossibles
- Kane Hodder
- Kissing Chaos
- Limp
- Mid Carson July
- October Fall
- Pollen
- Powerspace
- A Rocket to the Moon
- Roy
- Slick Shoes
- Slowreader
- Swank
- Teen Idols
- Travie McCoy
- The Young Whippersnappers
- The Æffect

### Umělci s dočasnou přestávkou
- Blueline Medic
- fun.
- Phantom Planet
- Diamond Dallas Page and the Boys
- Recover

### Bývalí umělci
- 3OH!3
- The A.K.A.s
- The Cab
- Chef'Special
- Cute Is What We Aim For
- Fall Out Boy
- Forgive Durden
- Foundation
- Ghost Town
- ￲grandson
- The Hush Sound
- The Impossibles
- Jersey
- Jimmy Eat World
- Less Than Jake
- Lifetime
- Matiss Evreoux
- Millionaires
- Oh Honey
- The Pietasters
- PoPo Patrol
- This Providence
- Punchline
- Rome
- The Stereo
- Sublime with Rome
- The Swellers
- VersaEmerge (now called Versa)
- Vinyl Theatre
- Yellowcard